# Mikołaj Kuczkowski
Mikołaj Kuczkowski (ur. 22 listopada 1910 w Myślenicach, zm. 9 listopada 1995 w Krakowie) – prawnik, kapłan, narodowiec.

## Życiorys
Od młodości był związany z Wadowicami, gdzie się kształcił. Studiował prawo na UJ, gdzie uzyskał magisterium. Był adwokatem. Działał w ONR w Wadowicach. W związku z nieudaną próbą przewrotu narodowo-radykalnego w Krakowie został aresztowany w nocy z 16 na 17 czerwca 1934. W Wadowicach grywał na skrzypcach w kwartecie prowadzonym przez Wilhelma Klugera – prezesa tamtejszej gminy żydowskiej.
Od 1939 do 1944 studiował teologię i po święceniach kapłańskich był wikariuszem: w 1944 w parafii św. Floriana w Krakowie (19 sierpnia – 18 września) i w Wadowicach (18 września – 11 listopada), w Jaworznie-Szczakowej (od 13 listopada 1944 do 31 stycznia 1948), w Krakowie-Podgórzu (od 1 lutego 1948 do 24 stycznia 1950) oraz w parafii św. Szczepana w Krakowie (25 stycznia  - 15 listopada 1950). Od 1948 do 1985 był obrońcą węzła małżeńskiego w Sądzie Biskupim. Od 1952 do 1981 był kanclerzem kurii. Od 14 grudnia 1958 był kanonikiem, zaś kanonikiem Kapituły Wawelskiej został 20 czerwca 1964. Godność prałata otrzymał 20 lutego 1968. Był proboszczem parafii w Mistrzejowicach-Nowej Hucie.
Uznawany za najbliższego współpracownika ks. biskupa Franciszka Jopa.
Ks. Kuczkowski jest patronem ulicy w Krakowie. Pośmiertnie odznaczony w 2017 Krzyżem Kawalerskim Orderu Odrodzenia Polski.